# János Kőrössy
János Kőrössy (n. 26 decembrie 1926, municipiul Cluj - 21 ianuarie 2013) a fost un muzician (pianist, aranjor și compozitor) român de jazz.
Numele de persoană al interpretului se regăsește și sub formele: Jancsi, Jancy, Jancsy, Iancsi, Yancy sau Yancey. (Forma Jancsi este cel mai frecvent diminutiv pentru numele maghiar de botez János – echivalentul lui Nelu.) Numele de familie mai este scris cu umlaut în loc de dublu accent ascuțit – Körössy – sau chiar fără diacritice: Korossy.

## Activitate
Primul său manager a fost pianistul și dirijorul Teodor Cosma, despre care a spus: „[lui] îi datorez totul, el este pentru mine începutul, iar începutul este totul, restul vine de la sine”.
Kőrössy a fost primul om de jazz din România care a îmbinat limbajului tipic al genului cu elemente din folclorul muzical autohton; această tendință a muzicii de jazz se numește ethno jazz. În acest sens, pianistul a explicat că, de-a lungul carierei sale, „70–75% m-am bazat pe folclorul românesc pentru muzica de jazz”. Tot el este cel care introduce subgenul free în România. Realizează un aranjament jazzistic la Rapsodia română nr. 1 a compozitorului conațional George Enescu și numeroase alte prelucrări.
Formează în țară ansamblul de jazz Jancsi Kőrössy Trio (Kőrössy – pian, Johnny Răducanu – contrabas, Bob Iosifescu – baterie). De-a lungul anilor 1960, s-a bucurat de o largă apreciere în țări ale Blocului estic, mai ales în Ungaria, Cehoslovacia și Polonia.
În 1969 se stabilește în Statele Unite ale Americii, la Atlanta. Drept consecință, în România comunistă, numele muzicianului a fost dat uitării (nu figurează în Dicționarul de jazz de Mihai Berindei, din 1976).
În decembrie 2006, la împlinirea vârstei de 80 de ani, Kőrössy a susținut un recital de patru ore la Ateneul Român din București. Programul, după spusele pianistului, a fost alcătuit în felul următor: „am dorit ca, în loc să vină prietenii mei aici și să cânte pentru mine, să cânt eu pentru ei.” Le-au fost dedicate piese pianistului Dan Mizrahy, actriței Stela Popescu, politicianului Mădălin Voicu (reprezentându-l pe tatăl său, violonistul Ion Voicu) ș.a. Pe scenă, în calitate de interpreți în compania lui Kőrössy au fost coregrafa Miriam Răducanu, violoncelistul Florin Mitrea, flautistul Ion Bogdan Ștefănescu, dar și formația de acompaniament alcătuită din Alin Constanțiu (clarinet), Ion Baciu jr. (pian), Ramona Horváth (claviaturi), Pedro Negrescu (contrabas) și Vlad Popescu (baterie).
„Muzica de jazz trebuie să fie veselă, să răspândească bucurie.”—János Kőrössy

### Colaborări
A cântat și înregistrat în țară sau peste hotare alături de interpreții români: Ramona Horváth (pian), Nicolas Simion (saxofon și clarinet), Johnny Răducanu (contrabas), Bob Iosifescu (baterie) și alții.
Kőrössy a evoluat și efectuat înregistrări alături de nume mari de jazz din Statele Unite ale Americii, precum Woody Herman și Phil Woods (saxofon și clarinet), Zoot Sims și Lee Konitz (saxofon), Milt Jackson (vibrafon), Percy Heath și Ray Brown (contrabas). A mai colaborat cu: James Singleton (contrabas), Connie Kay (baterie) și mulți alții.

## Critică
Jazzologul Willis Connover îl consideră pe Kőrössy „cel mai autentic pianist de jazz european”. Site-ul AllAboutJazz.com remarcă: „până în ziua de astăzi, (Kőrössy – n.n.) este considerat de departe cel mai valoros muzician de jazz din România”. Interpretarea lui Kőrössy dispune de un tușeu expresiv și de un simț ritmic bine dezvoltat.

## Discografie (parțial)
Discurile sunt notate astfel: S – înregistrare în studio; L – înregistrare din concert; C – compilație.

### Discuri proprii
- Jazz recital (1960, Supraphon)
Miroslav Kefurt – chitară, Milan Pilar – contrabas, Karel Turnovský – baterie
- János Kőrössy és együttese (1964, Qualiton LPX 7301)
- [S] Seria Jazz nr. 1 (1966, Electrecord EDD 1104)[7][10]
- Identification (1969, MPS 15260)[7]
- Jazz Restitutio 1 (1993, Electrecord 04213)
Dan Mândrilă – saxofon tenor, Johnny Răducanu – contrabas, Bob Iosifescu și Coca Moraru – baterie
- [C] Great Jazz Piano (2006, Electrecord EDC 739)[3]
- Dor de acasă, cu Ramona Horváth (2008, Electrecord EDC 890)[8]

### Alți muzicieni
- [C] Jazz in der Tschechoslowakei (1961, Supraphon SUC 15388)
Diverși muzicieni: Karel Krautgartner, Gustav Brom, Karel Vlach ș.a.
- Dezső Lakatos – It's Midnight (2001, Hungaroton), înregistrări din 24–26 noiembrie 1964[1]
- [L] Nicolas Simion – Live in Transylvania (2002), înreg. 20 noiembrie 2001[6]
- [L] Nicolas Simion și Lee Konitz – Live at Stockwerk Graz (2003), înreg. 7 noiembrie 2001[6]
- [C] Johnny Răducanu – Retrospectiva jazz (2006, Electrecord EDC 716), piesa „My Funny Valentine”[11]

## Compoziții
| * Blues for Garay - Fire, Fire! - Hora de la Viziru (Identification Theme) - In a Hurry | - Junior - La horă - Sorrow - Tip-Top |

## Premii și distincții
- 1975 – președintele american Jimmy Carter l-a decorat cu distincția „Lieutenant Governor's Award of Excellence” pentru merite culturale deosebite în muzica de jazz
- 2002 – premiul Radio România pentru cel mai valoros muzician român din diaspora
- 2006 – ministrul culturii Adrian Iorgulescu i-a înmânat din partea președintelui român Traian Băsescu Ordinul Meritul Cultural în grad de Comandor, ca recunoaștere a promovării aduse culturii române peste hotare și pentru punerea în lumină a muzicii folclorice prin jazz
- 2006 – a fost votat pe locul #53 din 100 în cadrul clasamentului Mari români[5]